# Edwin Sánchez (Radsportler)

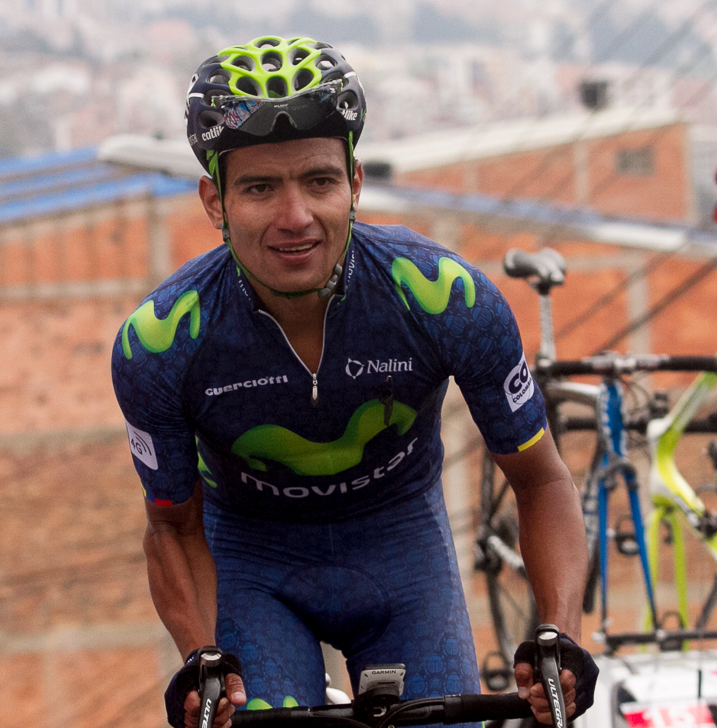
Edwin Sánchez (2016)

Edwin Sánchez Anzola (* 20. Juli 1983) ist ein kolumbianischer Radrennfahrer.
Edwin Sánchez gewann 2006 eine Etappe bei der Vuelta a Sucre. Im nächsten Jahr startete bei der Tour de la Guadeloupe, wo er die sechste Etappe für sich entschied. In der Gesamtwertung belegte er den dritten Platz. In den beiden folgenden Jahren konnte er seinen dritten Gesamtrang wiederholen. 2009 gewann er außerdem eine Etappe beim Clásica Aguazul. In der Saison 2010 war Sánchez wieder bei einem Teilstück der Tour de la Guadeloupe erfolgreich und er wurde wieder Gesamtdritter. 2014 gewann er die Gesamtwertung der Vuelta a la Independencia Nacional und 2015 eine Etappe der Vuelta a Colombia.

## Erfolge
2007
- eine Etappe Tour de la Guadeloupe

2010
- eine Etappe Tour de la Guadeloupe

2014
- Gesamtwertung Vuelta a la Independencia Nacional

2015
- eine Etappe Vuelta a Colombia

2018
- eine Etappe Tour de la Guadeloupe